# Bavaria Fluggesellschaft
La Bavaria Fluggesellschaft era una compagnia aerea della Germania Ovest fondata nel 1957 e venne fusa con Germanair per diventare Bavaria Germanair nel marzo 1977.

## Storia
Questa compagnia aerea venne fondata nel 1957 come Bavaria Fluggesellschaft Schwabe & Co. Nel gennaio 1958 il suo primo aereo, un Piper PA-23 Apache, fu utilizzato per servizi di aerotaxi. Nel 1959 fu aggiunto un Twin Beech. Furono acquistati tre Douglas DC-3 nel 1960, e volarono fino al loro smaltimento nel 1967. A quel punto servirono come trasporto merci per conto di Lufthansa.
Con l'aumento del traffico passeggeri, nel 1964 fu aggiunto un Handley Page Dart Herald e nel 1966 tre erano in servizio, trasportando circa 800.000 passeggeri, compresi i voli festivi stagionali per il Regno Unito. Per espandersi ulteriormente, nel 1968 alla flotta venne aggiunto l'aereo di linea BAC 1-11 e per i voli regionali un piccolo Handley Page Jetstream turboelica. Quest'ultimo aereo fu coinvolto in un incidente mortale il 6 marzo 1970 (vedi sotto).
Nel 1974 venne stabilita una stretta collaborazione con Germanair che culminò nella fusione di entrambe le compagnie aeree per diventare Bavaria Germanair il 1 marzo 1977.

## Flotta
- Piper PA-23 Apache
- Beechcraft Twin Beech
- Douglas DC-3 (1960-1967)
- Handley Page Dart Herald
- BAC One-Eleven serie 400 e 500 (1968-1975)
- Handley Page HP.137 "Jetstream"[3]

## Incidenti
Il 6 marzo 1970 D-INAH, un Handley Page Jetstream di proprietà della Bavaria Fluggesellschaft, partì dall'aeroporto di Monaco-Riem, nella Germania Ovest, per l'aeroporto di Samedan, Svizzera. L'aereo si schiantò nella neve a circa 3 km (1,9 mi) e 0,5 km (0,31 mi) a sinistra della linea centrale della pista dell'aeroporto. L'aereo andò distrutto e tutti i nove passeggeri ed entrambi i membri dell'equipaggio morirono. Si scoprì che parte della ruota della turbina del primo motore si era distrutta.